# Saverio
Saverio  è un nome proprio di persona italiano maschile.

## Varianti
- Maschili: Zaverio[4]
  - Alterati: Saverino[4]
  - Composti: Francesco Saverio[5]
- Femminili: Saveria[1][4][5]
  - Alterati: Saverina[4]

### Varianti in altre lingue
- Asturiano: Javiel[7]
- Basco: Xabier[2][7]
  - Ipocoristici: Xabi[2]
- Catalano: Xavier[2][7]
  - Ipocoristici: Xavi[2]
- Francese: Xavier[2]
- Galiziano: Xabier[2][7]
- Inglese: Xavier[2], Xavior[2], Zavier[2], Xzavier[2]
  - Femminili: Xaviera[2], Xavia[2], Zavia[2]
- Latino: Xaverius[1]
  - Femminili: Xaveria[1]
- Polacco: Ksawery[2]
- Portoghese: Xavier[2]
- Spagnolo: Javier[2][7], Xavier[2]
- Tedesco: Xaver[2]
- Ungherese: Xavér

## Origine e diffusione

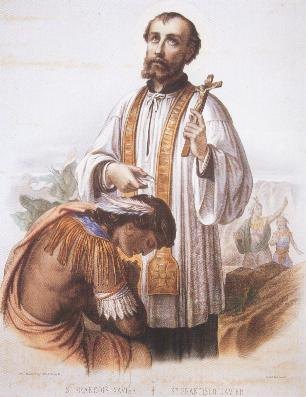
San Francesco Saverio

Si tratta di un nome dalle radici cristiane, nato in ambienti cattolici grazie al culto verso san Francesco Saverio, confondatore dell'ordine gesuita e missionario nell'Asia orientale.
Il suo nome completo era Francisco de Jasso Azpilcueta Atondo y Aznares de Javier, dove Javier (poi italianizzato in "Saverio") è il predicato nobiliare che indica il luogo dove nacque, cioè Javier, in Navarra; etimologicamente, questo toponimo è un adattamento del basco Etxaberri (o Exteberr, Jaberri), composto da etxe ("casa") e berri ("nuovo"), e significa "la nuova casa", "casa nuova".
In Italia, il nome è attestato principalmente nel Sud, specie in Calabria e Sicilia; è frequente anche l'abbinamento con il nome Francesco, nella forma composta Francesco Saverio.

## Onomastico
L'onomastico si festeggia il 3 dicembre in memoria di san Francesco Saverio, sacerdote gesuita e missionario. Si ricordano con questo nome anche altri santi e beati, alle date seguenti:
- 31 gennaio, san Francesco Saverio Maria Bianchi, barnabita[9]
- 13 agosto, beato Saverio Luigi Bandrés Jiménez C.M.F., seminarista, appartenente ai Martiri Clarettiani di Barbastro
- 27 settembre, beata Francesca Saveria Fenollosa Alcayna, religiosa e martire a Gilet[9]
- 28 settembre, beato Francesco Saverio Ponsa Casallarch, religioso e martire a Sant Feliu de Codines[9]
- 4 ottobre, beato Francesco Saverio Seelos, redentorista[9]
- 20 novembre, san Francesco Saverio Can, martire ad Hanoi[9]
- 19 dicembre, san Francesco Saverio Hà Trong Mau, martire con altri compagni a Bắc Ninh[9]

## Persone

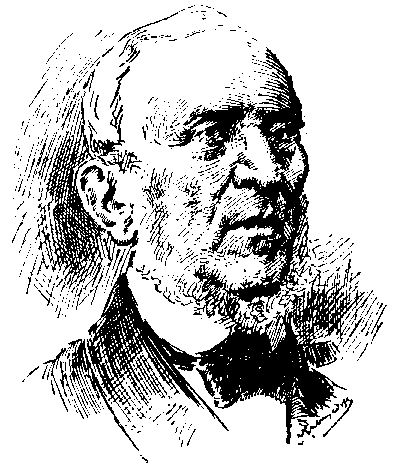
Saverio Mercadante

- Saverio di Borbone-Parma, capo della casata dei Borbone di Parma e duca di Parma e Piacenza
- Saverio Baldacchini, poeta, letterato e politico italiano
- Saverio Capolupo, generale italiano
- Saverio Dalla Rosa, pittore e incisore italiano
- Saverio della Gatta, pittore italiano
- Saverio Landolina, archeologo italiano
- Saverio Manetti, medico e botanico italiano
- Saverio Marconi, attore e regista italiano
- Saverio Mercadante, compositore italiano
- Saverio Muratori, architetto e storico italiano
- Saverio Seracini, compositore, chitarrista e direttore d'orchestra italiano

### Variante Javier

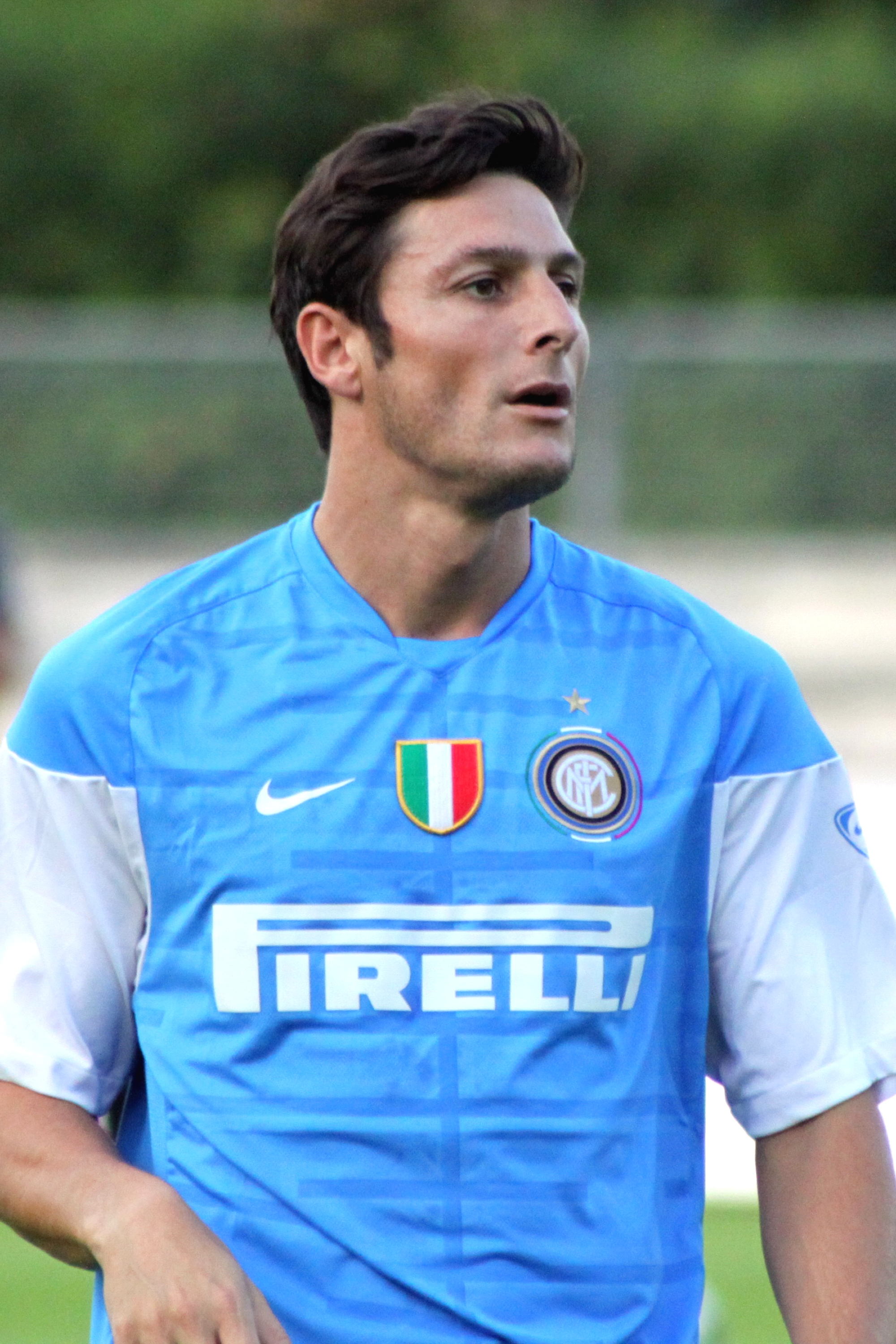
Javier Zanetti

- Javier Aguirresarobe, direttore della fotografia spagnolo
- Javier Bardem, attore spagnolo
- Javier Clemente, calciatore e allenatore di calcio spagnolo
- Javier Echevarría Rodríguez, vescovo cattolico spagnolo
- Javier Hernández, calciatore messicano
- Javier Irureta, calciatore spagnolo
- Javier Lozano Barragán, cardinale e arcivescovo cattolico messicano
- Javier Marías, scrittore spagnolo
- Javier Pastore, calciatore argentino
- Javier Solís, cantante e attore messicano
- Javier Zanetti, calciatore argentino

### Variante Xavier

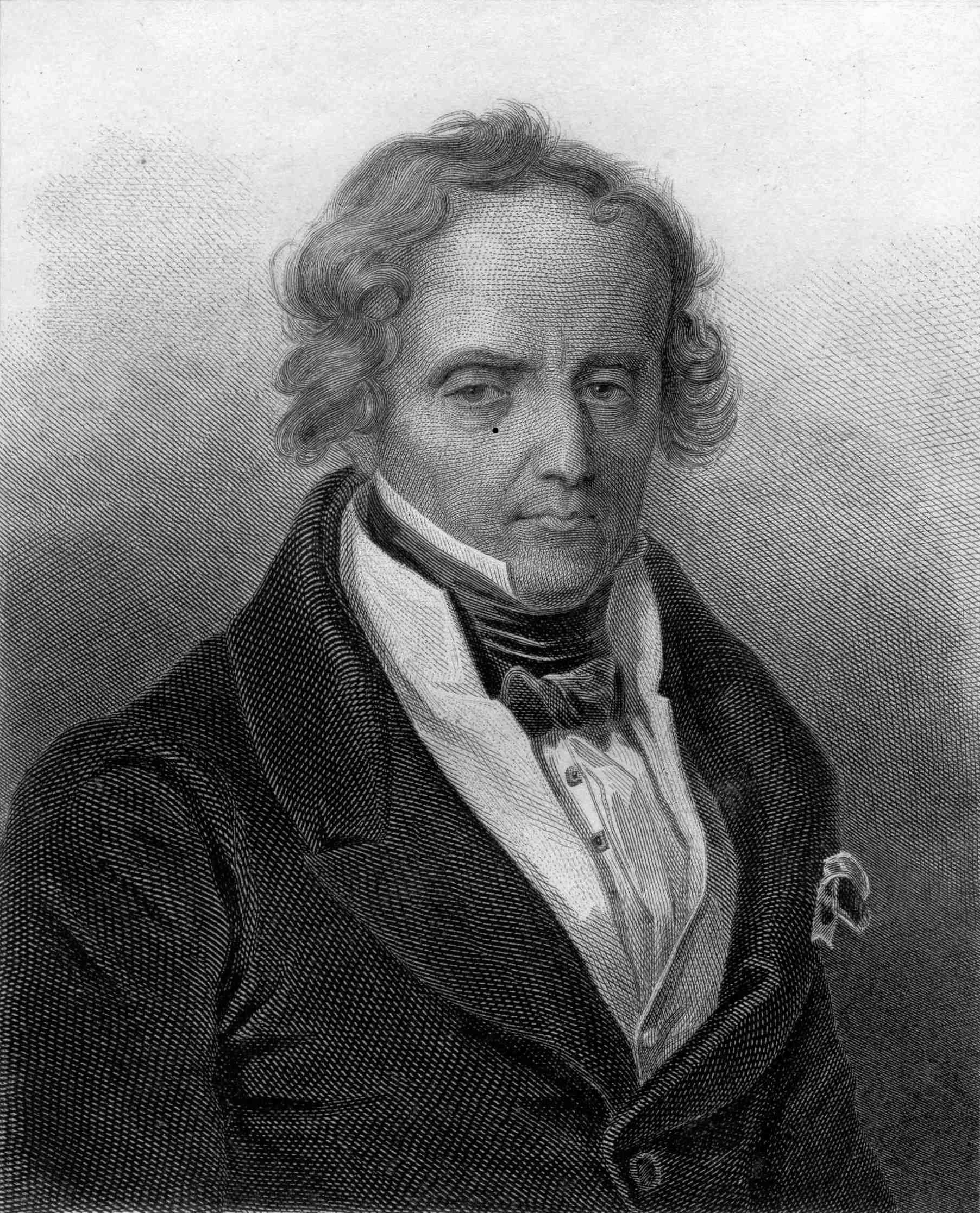
Xavier de Maistre

- Xavier Aubryet, giornalista e scrittore francese
- Xavier Beauvois, regista, sceneggiatore e attore francese
- Xavier Bettel, politico lussemburghese
- Xavier Cugat, musicista e direttore d'orchestra spagnolo
- Xavier de Maistre, scrittore e militare sabaudo
- Xavier de Montépin, scrittore francese
- Xavier Dolan, attore, regista, sceneggiatore e doppiatore canadese
- Xavier B. Saintine, scrittore, poeta e drammaturgo francese
- Xavier Samuel, attore australiano
- Xavier Tilliette, filosofo, storico della filosofia e teologo francese
- Xavier Valls, pittore spagnolo

### Variante Xabier
- Xabier Azkargorta, calciatore e allenatore di calcio spagnolo
- Xabier Castillo, calciatore spagnolo
- Xabier Davalillo, cestista spagnolo
- Xabier Eskurza, calciatore spagnolo
- Xabier Etxebarria, calciatore spagnolo
- Xabier Etxeita, calciatore spagnolo
- Xabier Iriondo, chitarrista italiano
- Xabier Prieto, calciatore spagnolo
- Xabier Zandio, ciclista su strada spagnolo

### Variante Xavi
- Xavi, calciatore spagnolo
- Xavi Crespo, cestista spagnolo
- Xavi Fernández, cestista spagnolo
- Xavi Rabaseda, cestista spagnolo
- Xavi Rey, cestista spagnolo
- Xavi Sánchez, calciatore andorrano

### Altre varianti
- Xabi Alonso, calciatore spagnolo
- Xaver Fuhr, pittore tedesco
- Francesco Xaverio Geminiani, compositore italiano
- Xabi Molia, scrittore, sceneggiatore e regista francese
- Ksawery Tartakower, scacchista polacco

## Il nome nelle arti
- Saverio Hardy è un personaggio minore apparso alcune volte nella serie Diabolik.
- Xavier Harkonnen è un personaggio dell'Universo di Dune.
- Xaver Steindl è un personaggio della soap opera Tempesta d'amore.